# Cerapheles
Cerapheles är ett släkte av skalbaggar som beskrevs av Étienne Mulsant och Claudius Rey 1867. Cerapheles ingår i familjen Malachiidae.
Släktet innehåller bara arten Cerapheles terminatus.